# Venezillo
Venezillo är ett släkte av kräftdjur. Venezillo ingår i familjen Armadillidae.

## Dottertaxa tillVenezillo, i alfabetisk ordning[1]
- Venezillo aenigma
- Venezillo aguayoi
- Venezillo alberti
- Venezillo albescens
- Venezillo albus
- Venezillo alticola
- Venezillo apacheus
- Venezillo arizonicus
- Venezillo articulatus
- Venezillo beebei
- Venezillo bellavistanus
- Venezillo berlandi
- Venezillo bituberculatus
- Venezillo bolivianus
- Venezillo boneti
- Venezillo boninensis
- Venezillo booneae
- Venezillo brevipalma
- Venezillo brevispinis
- Venezillo cacahuampilensis
- Venezillo californicus
- Venezillo canariensis
- Venezillo castor
- Venezillo celsicauda
- Venezillo chamberlini
- Venezillo chiapensis
- Venezillo colomboi
- Venezillo coloratus
- Venezillo congener
- Venezillo crassus
- Venezillo culebrae
- Venezillo daitoensis
- Venezillo disjunctus
- Venezillo dollfusi
- Venezillo dugesi
- Venezillo dumorum
- Venezillo elegans
- Venezillo festivus
- Venezillo fillolae
- Venezillo flavescens
- Venezillo furcatus
- Venezillo galapagoensis
- Venezillo gigas
- Venezillo glomus
- Venezillo gordoniensis
- Venezillo grenadensis
- Venezillo hendersoni
- Venezillo herscheli
- Venezillo hypsinephes
- Venezillo jamaicensis
- Venezillo kaokoensis
- Venezillo kogmani
- Venezillo lacustris
- Venezillo lepidus
- Venezillo limenites
- Venezillo lineatus
- Venezillo llamasi
- Venezillo longipes
- Venezillo longispinis
- Venezillo longispinus
- Venezillo macrodens
- Venezillo macrosoma
- Venezillo meiringi
- Venezillo mexicanus
- Venezillo microphthalmus
- Venezillo mineri
- Venezillo mixtus
- Venezillo moneaguensis
- Venezillo montagui
- Venezillo multipunctatus
- Venezillo natalensis
- Venezillo nebulosus
- Venezillo nevadensis
- Venezillo nigricans
- Venezillo nigrorufus
- Venezillo oaxacanus
- Venezillo orbicularis
- Venezillo orosioi
- Venezillo orphanus
- Venezillo ovampoensis
- Venezillo pachytos
- Venezillo parvus
- Venezillo perlatus
- Venezillo phylax
- Venezillo pilula
- Venezillo pisum
- Venezillo pleogoniphorus
- Venezillo polythele
- Venezillo pongolae
- Venezillo pruinosus
- Venezillo pseudoparvus
- Venezillo pumilus
- Venezillo pusillus
- Venezillo quadrimaculatus
- Venezillo ramsdeni
- Venezillo rubropunctatus
- Venezillo rufescens
- Venezillo saldanhae
- Venezillo sanchezi
- Venezillo scaberrimus
- Venezillo schultzei
- Venezillo shuriensis
- Venezillo silvarum
- Venezillo silvicola
- Venezillo soleiformis
- Venezillo soyatlanensis
- Venezillo steenbrasi
- Venezillo tanneri
- Venezillo tradouwi
- Venezillo trifolium
- Venezillo truncorum
- Venezillo tuberosus
- Venezillo tugelae
- Venezillo walkeri
- Venezillo watsoni
- Venezillo venustus
- Venezillo verrucosus
- Venezillo wheeleri
- Venezillo vincentis
- Venezillo viticolus
- Venezillo yaeyamanus
- Venezillo yonaguniensis
- Venezillo zigzag
- Venezillo zwartbergensis